# 2-Methyl-2-butanol
2-Methyl-2-butanol ist eine chemische Verbindung aus der Gruppe der Alkohole. Es ist eines der acht Strukturisomeren der Pentanole.

## Vorkommen
2-Methyl-2-butanol kommt in Spanischem Pfeffer (Capsicum annuum), Indischem Wassernabel (Centella asiatica) und Äpfeln (Malus domestica) vor.

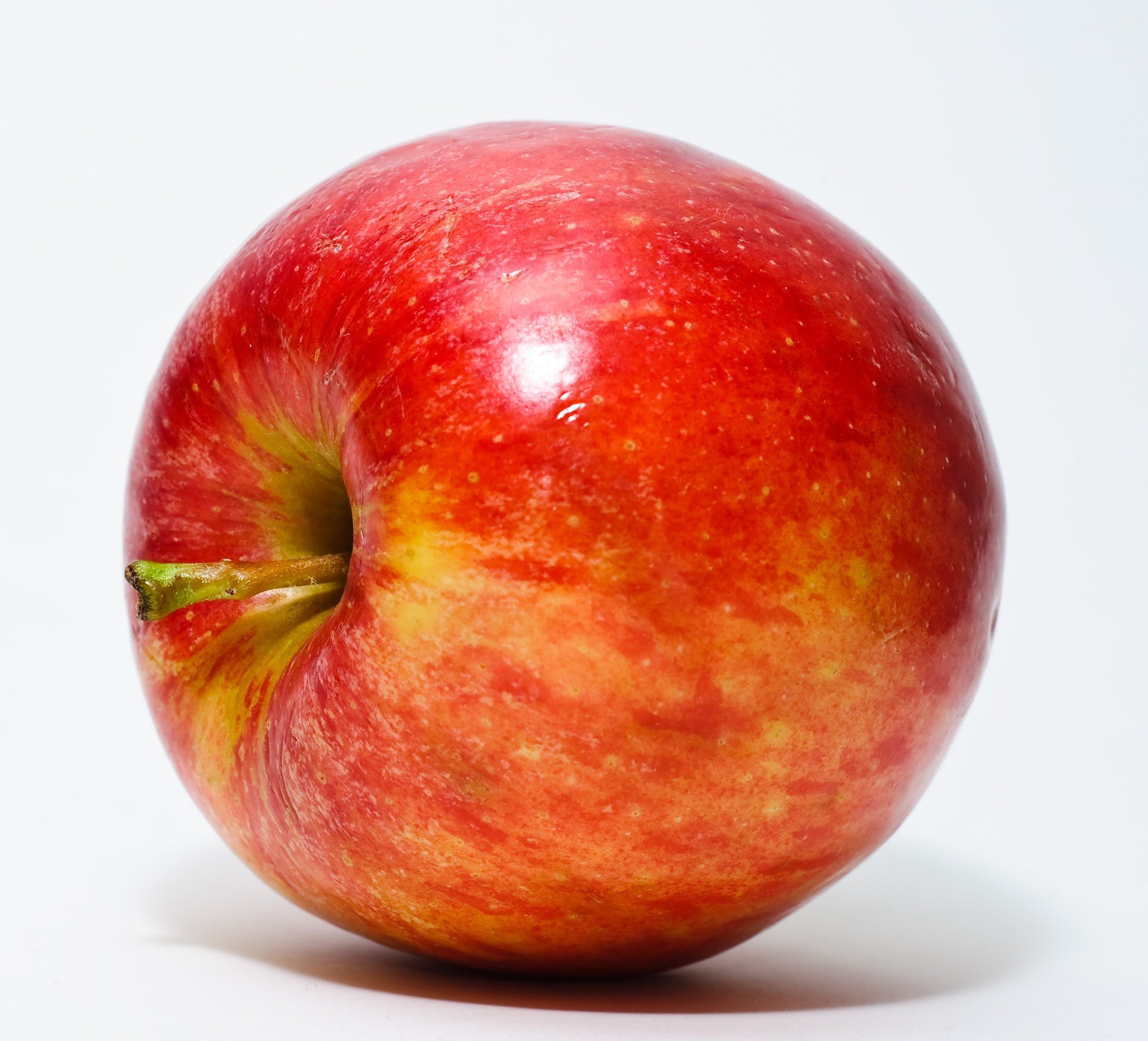
Apfel
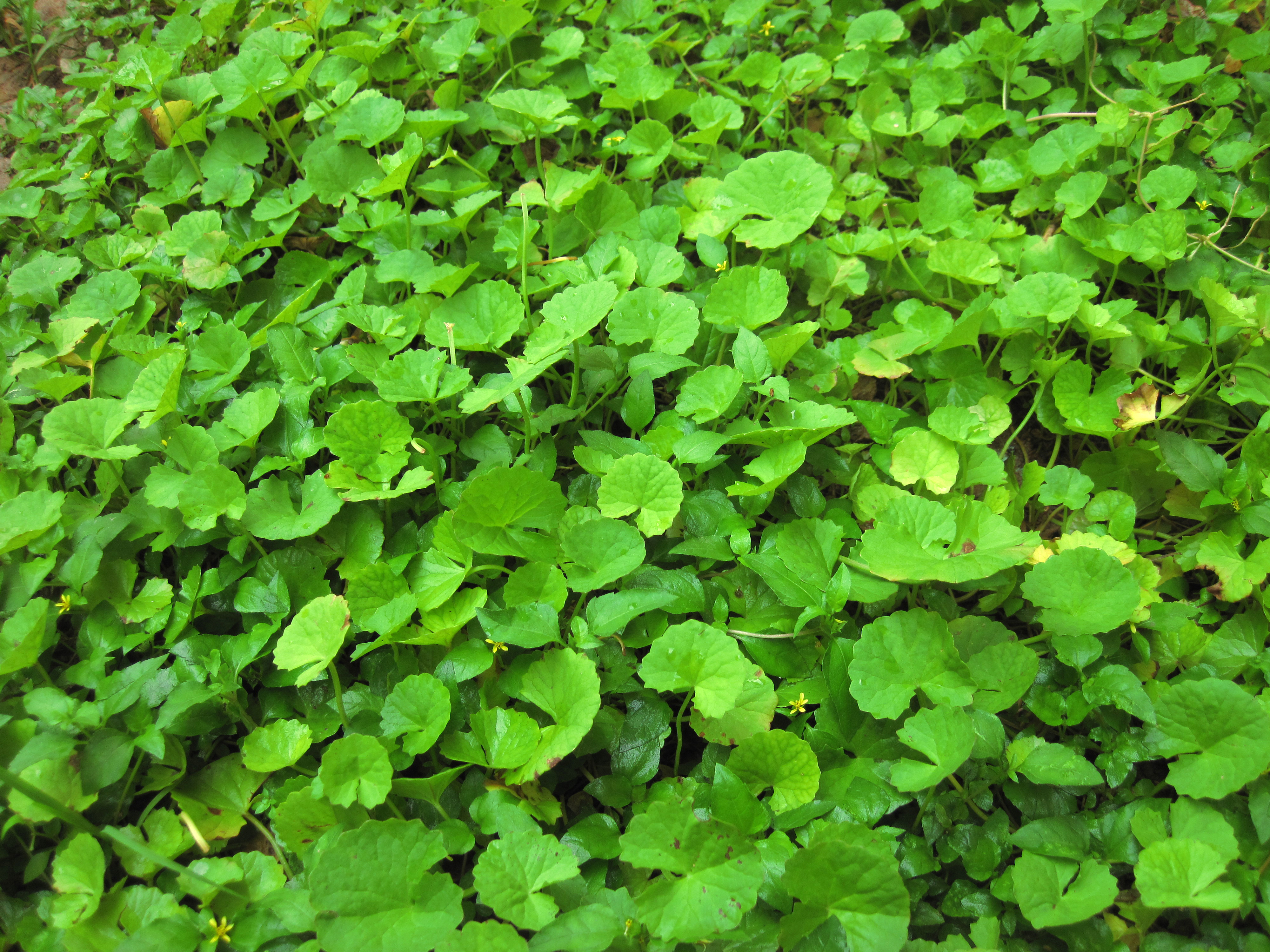
Indischer Wassernabel
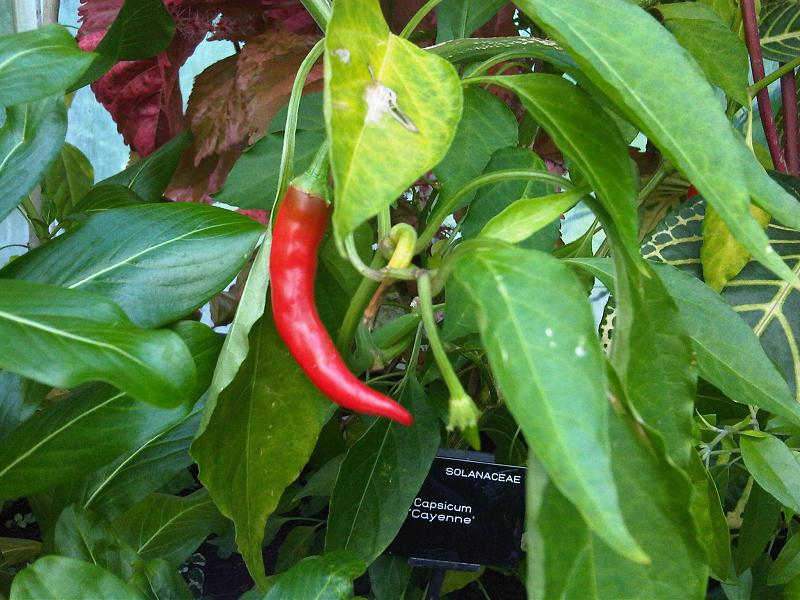
Spanischer Pfeffer

## Gewinnung und Darstellung
2-Methyl-2-butanol wird hauptsächlich durch Hydratisierung von Pentenen, beispielsweise 2-Methyl-2-buten, gewonnen.
Weiterhin ist es zugänglich durch Hydroformylierung von 1-Buten, 2-Buten oder Isobutylen mit einer Mischung aus Kohlenstoffmonoxid und Wasserstoff in Gegenwart eines Metallkatalysators, wobei sich eine Mischung von isomeren C5-Aldehyden bildet, welche dann zum zugehörigen Amylalkohol hydriert werden.
Es kann auch durch Fraktionierung von Fuselölen gewonnen werden. Eine weitere Quelle ist die Grignard-Reaktion von Methylmagnesiumbromid mit Butanon.

## Eigenschaften
2-Methyl-2-butanol ist ein flüchtige, farblose Flüssigkeit mit unangenehmem Geruch, die leicht löslich in Wasser ist. Sie zersetzt sich bei Erhitzung und hat eine kinematische Viskosität von 5 mm2/s (23 °C).

### Sicherheitstechnische Kenngrößen
2-Methyl-2-butanol gilt als entzündliche Flüssigkeit. Oberhalb des Flammpunktes können sich entzündliche Dampf-Luft-Gemische bilden. Die Verbindung hat einen Flammpunkt bei 19 °C. Der Explosionsbereich liegt zwischen 1,3 Vol.‑% (47 g/m3) als untere Explosionsgrenze (UEG) und 10,2 Vol.‑% (374 g/m3) als obere Explosionsgrenze (OEG).  Die Sauerstoffgrenzkonzentration liegt bei 100 °C bei 9,6 Vol.-%. Die Grenzspaltweite wurde mit 0,9 mm bestimmt. Es resultiert damit eine Zuordnung in die Explosionsgruppe IIA. Die Zündtemperatur beträgt 435 °C. Der Stoff fällt somit in die Temperaturklasse T2.

## Verwendung
2-Methyl-2-butanol wird als Lösungsmittel in Aromen, Arzneimitteln, Korrosionsschutzmitteln, Harzen, Gummi, Beschichtungsmaterialien und in der organischen Synthese verwendet. Es wirkt als Schaumbildner (Erzflotation), Tensid (Erdölgewinnung) und Stabilisierungsmittel. Außerdem wird es als Verarbeitungshilfsmittel verwendet.
Pharmazeutische Verwendung fand 2-Methyl-2-butanol als Sedativum unter dem Namen Amylenhydrat.